# 1978 Patrice
1978 Patrice este un asteroid din centura principală, descoperit pe 13 iunie 1971.